# Concordi de Toledo
Concordi va ser un religiós mossàrab, arquebisbe de Toledo, segons Enrique Flórez entre 758-774. És un dels primers bisbes durant el període musulmà. No se'n tenen gaires dades més enllà del seu nom, en tot cas devia ser de bona família, però el que és segur és que, a diferència de la majoria de bisbes del període, no era visigot, pel que seria l'excepció dintre dels arquebisbes toledans, si bé és possible que tot i ser de tradició romana devia estar integrat en el grup de col·laboracionistes de Vitiza. En un moment de confusió a causa de l'esfondrament de l'estat visigot, Concordi possiblement va ser un dels prelats que va haver de reconstruir l'església i adoptar un nou estil de vida dels cristians sota domini islàmic.